# Textron Aviation
Textron Aviation Inc. — бізнес-підрозділ авіації загального призначення конгломерату Textron, який був утворений у березні 2014 року після придбання Beech Holdings, до складу якого входили бізнеси Beechcraft і Hawker Aircraft. Новий підрозділ включає Cessna, що належить Textron. Textron Aviation продає літаки марок Beechcraft і Cessna. Незважаючи на те, що Textron Aviation більше не продає нові літаки Hawker, вона продовжує підтримувати існуючий парк літаків Hawker через свої сервісні центри.

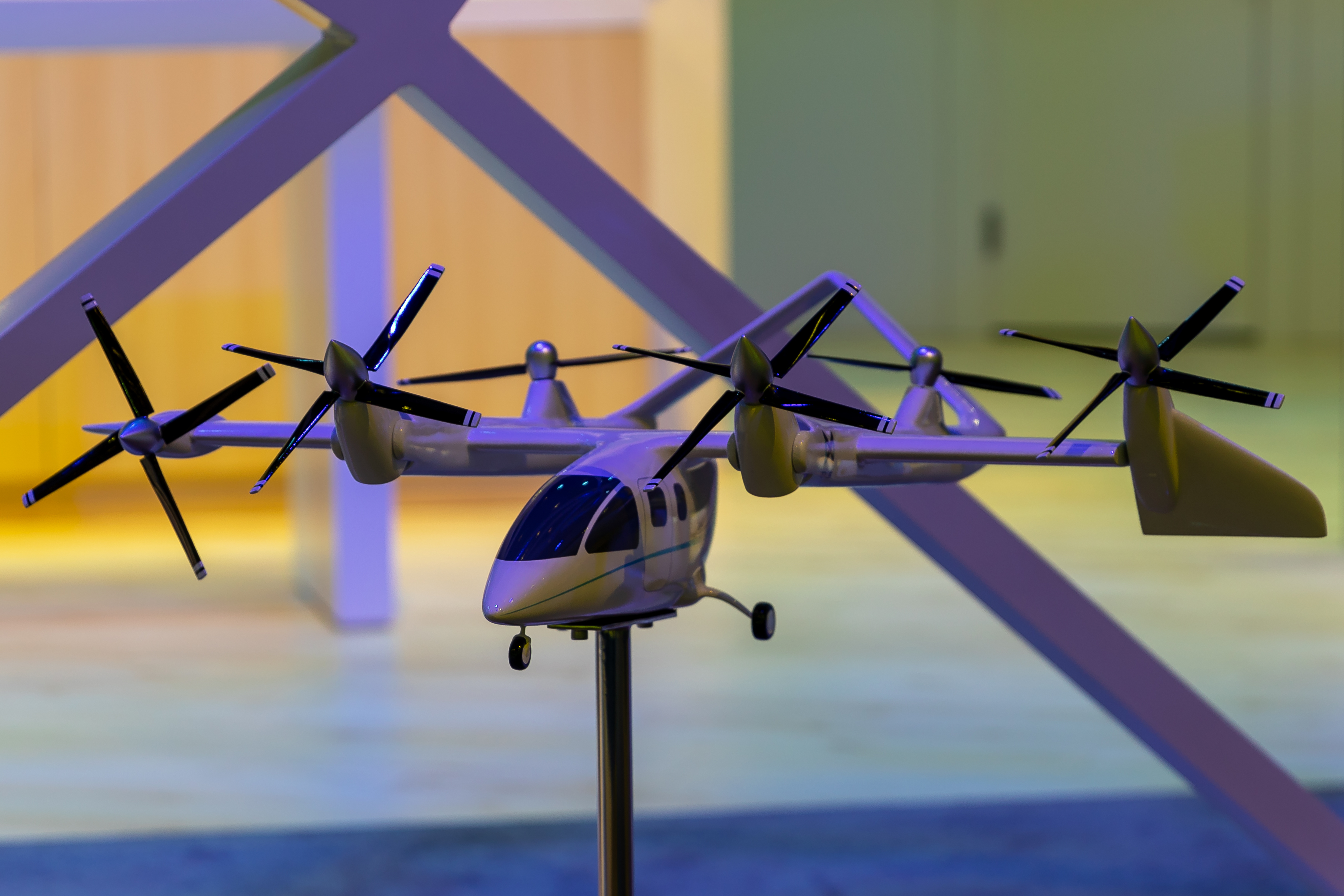
Модель Textron eViation Nexus Tiltrotor eVTOL на виставці EBACE 2023

Генеральний директор Cessna, Скотт Ернест, був названий першим генеральним директором Textron. У жовтні 2018 року Рональд Дрейпер змінив Ернеста і став другим генеральним директором Textron Aviation.